# 73e centre d'opérations maritimes
Le  73e centre d'opérations maritimes Antin Golovaty (MU A3199) est une unité militaire ukrainienne stationnée à Otchakiv, oblast de Mykolaïv, en Ukraine.

## Historique
En 2014, lors de la guerre du Donbass l'unité est engagée lors du Siège d'Ilovaïsk. Puis lors de la bataille de Debaltseve.
Elle combat, lors de l'invasion de l'Ukraine par la Russie pour repousser les attaques sur la base aérienne de Nikolaïev-Koulbakino en février 2022 et intervient pour la reprise de l'Île des Serpents en juillet 2022 en partie pour déminer et sécuriser le débarquement des troupes.
Le 29 février 2024, le ministère russe de la Défense affirme avoir repoussé un groupe de sabotage ukrainien du 73e centre d'opérations maritimes qui débarquait à bord de canots à moteur rapides près de la flèche de Tendra, indiquant avoir tué jusqu'à 25 militaires et capturé un autre. Cette information est partiellement confirmée par l'Ukraine,,.

## Chefs de corps
- 1988-1998 capitaine de 1er rang Anatoly Karpenko (uk)
- 1998-2004 capitaine de 1er rang Serhii Yershov
- 2004-2009 capitaine de 1er rang Oleksandr Pozdnyakov
- 2009-2010 capitaine de 1er rang Oleksiy Stankevich
- 2011-2012 capitaine de 2e rang Ihor Tatarchenko
- 2012-2014 (†) capitaine de 1er rang Oleksiy Zintchenko (uk)
- 2014-2015 (†) capitaine de 1er rang Youri Olefirenko
- 2015 capitaine de 1er rang Ihor Vechirko
- 2016-2017 capitaine de 1er rang Edouard Chevtchenko (uk)
- 2017-2020 capitaine de 1er rang Youriy Sydorenko (uk)
- 2020-présent capitaine de 2e rang Serheiy Soundoukov (uk)

## Tradition

### Insignes
|                                          |
| insigne de bras jusqu'au 15 octobre 2019 |

|                                             |
| insigne de bras à partir du 15 octobre 2019 |

### Décorations
Le 24 août 2022, le Président Zelensky, a décerné à l'unité l'Ordre « pour le Courage ».